# خوسيه مانويل ري
خوسيه مانويل ري (بالإسبانية: José Manuel Rey)، من مواليد 20 مايو 1975 في كاراكاس في فنزويلا، لاعب كرة قدم فنزويلي.
هو يلعب مع نادي لارنكا القبرصي.
منذ عام 1999 وهو يلعب مع منتخب فنزويلا لكرة القدم.

## روابط خارجية
- خوسيه مانويل ري على موقع الاتحاد الدولي (مؤرشف)  (الإنجليزية)
- خوسيه مانويل ري على موقع قاعدة بيانات كرة القدم.إي يو (الإنجليزية)
- خوسيه مانويل ري على موقع ناشيونال فوتبول تيمز (الإنجليزية)
- خوسيه مانويل ري على موقع Soccerway.com (الإنجليزية)
- خوسيه مانويل ري على موقع عالم كرة القدم.نت (الإنجليزية)